# Sybra musashinoi
Sybra musashinoi är en skalbaggsart som beskrevs av Stefan von Breuning och Chûjô 1970. Sybra musashinoi ingår i släktet Sybra och familjen långhorningar. Inga underarter finns listade i Catalogue of Life.